# Max Brand (Komponist)

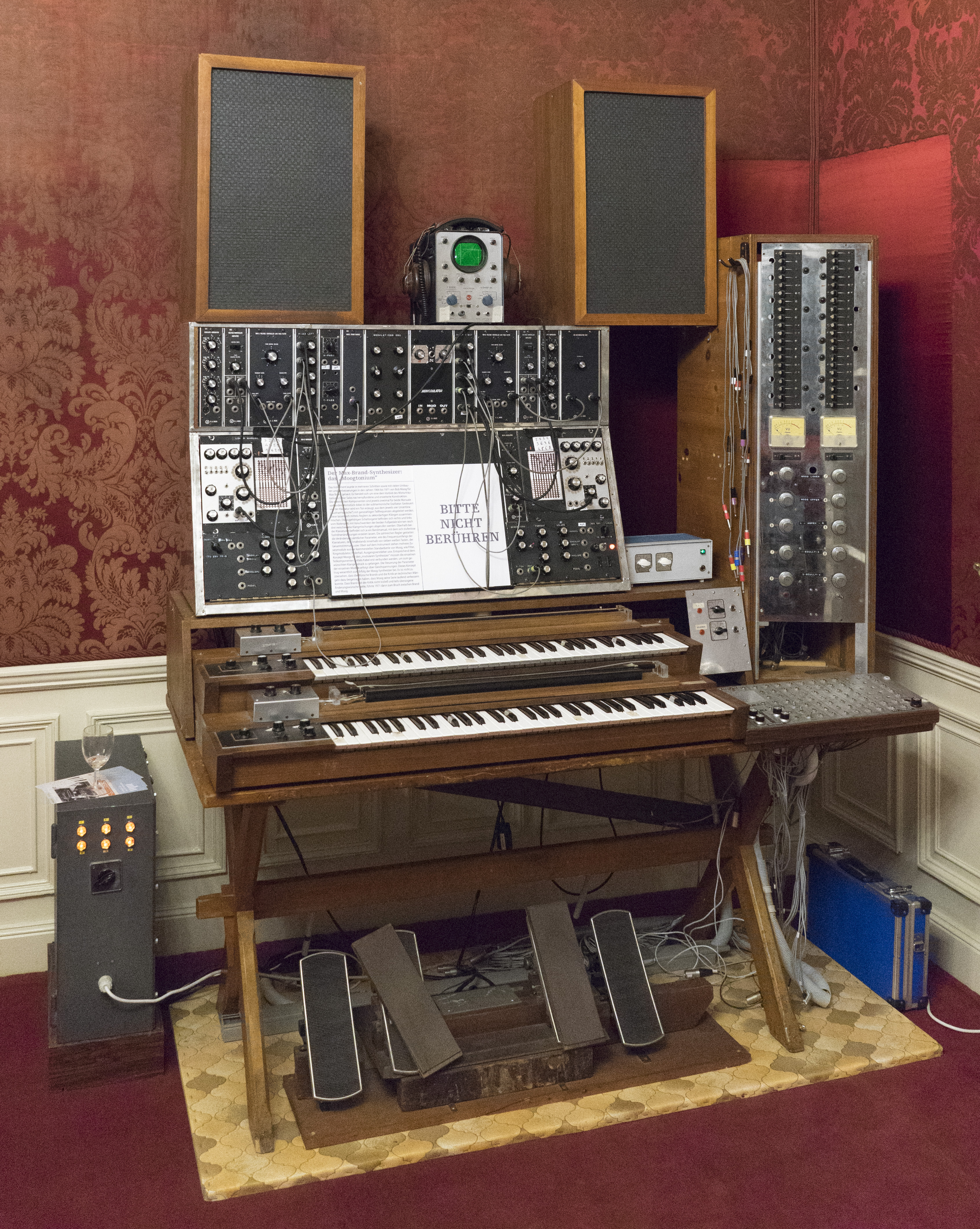
Der Moogtonium-Synthesizer

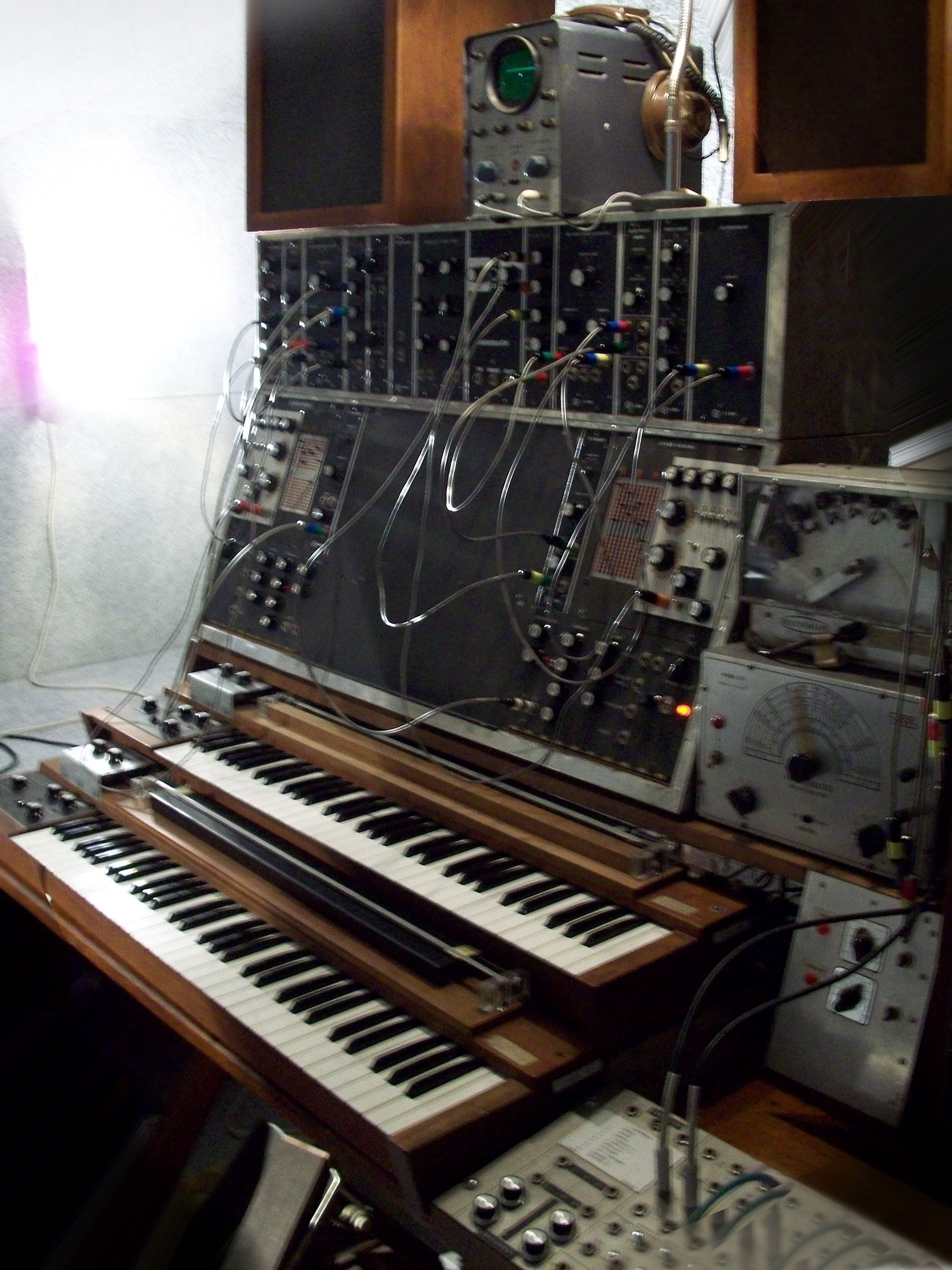
Der Moogtonium-Synthesizer

Max Brand (* 26. April 1896 in Lemberg (Galizien); † 5. April 1980 in Langenzersdorf (Niederösterreich)) war ein österreichisch-amerikanischer Komponist und Pionier der Synthesizer- und elektronischen Musik.

## Leben
Max Brand übersiedelte 1907 mit seinen Eltern Jakob und Ida Brand nach Wien. Nach dem Besuch von Privatschulen in Wien, Mürzzuschlag und St. Gallen (Schweiz) studierte er ab 1919 Komposition bei Franz Schreker zuerst in Wien und dann in Berlin (ab 1921). 1924 kehrte er nach Wien zurück. Noch im selben Jahr hörte er dort eine Aufführung von Schönbergs Bläserquintett op. 26, das ihn stark beeindruckte. Seit diesem prägenden Erlebnis zeigte er sich in seinem Schaffen zum Teil deutlich von dessen Zwölftontechnik beeinflusst, etwa in seinen 5 Balladen op. 10 (nach Else Lasker-Schülers Hebräischen Balladen) von 1927 oder im Kyrie eleison für Chor a cappella von 1940.
Max Brand erlebte seine erfolgreichste Zeit in den letzten Jahren der Weimarer Republik. Den Höhepunkt der Erfolgskurve erreichte er mit seiner Oper Maschinist Hopkins, die am 13. April 1929 im Stadttheater Duisburg uraufgeführt wurde.  Stilistisch vereinigte dieses Bühnenwerk Elemente des Schrekerschen Opernästhetik, des Konstruktivismus der Schönberg-Schule und der Neuen Sachlichkeit im Sinne Weills (Dreigroschenoper) und Kreneks (Jonny spielt auf). Brands Erfolgsoper wurde bis 1932 an 37 weiteren Orten auf den Spielplan gesetzt und in mindestens drei Sprachen übersetzt (doch ebbte der Erfolg schon vor 1933 rasch ab). 1933 wurde die mit dem Dirigenten Karl Böhm geplante Uraufführung seiner Oper Requiem an der Berliner Staatsoper von den neuen Machthabern verboten, da Brand jüdischer Abstammung war.
Anfang der 1930er Jahre gründete Brand in Wien das Mimoplastische Theater für Ballett und die Wiener Opernproduktion am Raimundtheater. 1938 floh er als Jude vor den Nazis über Prag und die Schweiz zunächst nach Brasilien. Hier lernte er den Komponisten Heitor Villa-Lobos kennen und arbeitete für kurze Zeit mit ihm zusammen. 1940 emigrierte er in die USA, wo er bis 1975 lebte. Er wirkte dort unter anderem als Leiter einer Theatergesellschaft und als Vizepräsident der American League of Authors and Composers from Austria. Am 23. Mai 1944 wurde sein szenisches Oratorium The Gate (1941–43) an der Metropolitan Opera in New York uraufgeführt. In New York richtete Brand ein Tonstudio in seiner Wohnung ein. In den 60er Jahren lernte er den Synthesizer-Pionier Robert Moog kennen. Auch nahm Brand Verbindung zum Elektronischen Studio in Köln auf. Besonderes Interesse hatte Brand an den von ihm so genannten „Untertönen“, deren Frequenzen jeweils ein ganzzahliger Bruchteil der Frequenz des Grundtones sind. Er baute mit Moog und Fred Cochran dafür das noch erhaltene Moogtonium. Auch die Originalzeichnungen vieler Bauteile früher Synthesizer finden sich im Nachlass von Brand.
Im Jahre 1975 kehrte Max Brand nach Österreich (Langenzersdorf bei Wien) zurück. Brand versuchte vergeblich, die bei der Übersiedlung erlittenen Schäden an seinem Studio von der Transportversicherung ersetzt zu bekommen. Es gelang ihm aber dennoch, aus eigenen Mitteln das Studio teilweise betriebsbereit zu machen. In seiner letzten Schaffensperiode suchte Brand nach einer Möglichkeit, die Elektronische Musik an das veränderliche Tempo des Balletts anpassbar zu machen, ohne dass sich die Tonhöhe verändert. Am 5. April 1980 starb Max Brand als ein in Österreich weitgehend unbekannter Musiker. Er wurde in der Feuerhalle Simmering eingeäschert und dort im Urnenhain in einem ehrenhalber gewidmeten Grab (Abteilung 5, Gruppe 1, Nummer 3) beigesetzt.

## Sonstiges
Im Langenzersdorf Museum befindet sich Max Brands Tonstudio mit dem ältesten noch funktionsfähigen Synthesizer Moogtonium.
Seit 2012 gibt es das Max Brand Ensemble, das zeitgenössische Kompositionen spielt; 2020 wurde der Max Brand Kompositionspreis gestiftet.

## Werke (Auswahl)

### Bühnenwerke
- Die Wippe (Ballett), 1925
- Tragödietta (Ballett), 1926, UA am Stuttgarter Opernhaus 1927
- Maschinist Hopkins, op. 11 (Oper, 3 Akte, Text: Max Brand), UA am Stadttheater Duisburg am 13. April 1929
- Requiem (Oper, 1 Akt, Text: M. Brand), 1932
- Kleopatra (Oper, 1 Akt, Text: M. Brand), 1934–37, unvollendet
- Die Zauberreise (musikalische Komödie, Text: R. Goetz), 1934
- Die Chronik (szenische Kantate, Text: M. Brand), 1938, unvollendet
- A Musical Freud (Songspiel, 1. Akt, Text; M. Brand), 1941
- The Gate (szenisches Oratorium, 2 Teile, Texte: M. Brand, M. A. Sohrab, J. Chanler), 1941–43, UA am 23. Mai 1944 an der New Yorker Met
- Stormy Interlude (Oper in einem Akt, Text: M. Brand), 1955

### Vokalmusik
- 3 Lieder für Sopran und Klavier (Text: Lao Tse), 1922
- Nachtlied für Sopran und Orchester (Text: Friedrich Nietzsche: Also sprach Zarathustra), 1922
- 3 Lieder (Text: J. Ringelnatz), 1924
- 5 Balladen für Sologesang und 6 Instrumente (Text: Else Lasker-Schüler), op. 10, 1927
- 4 Lieder (Text: F. Hölderlin), 1935
- Kyrie Eleison für vierstimmigen Chor a cappella, 1940
- The Ballad of Lidice für Sologesang und Klavier, 1942
- On the Day of Victory für Sologesang und Klavier(Text: L. Hughes), 1945

### Instrumentalmusik
- Suite und Fuge für Klavier, 1920
- 3 Stücke für Klavier, 1921
- Eine Nachtmusik für Kammerorchester, 1922 (revidiert 1931)
- Streichtrio, 1923
- 5 Tänze aus dem Ballett Tragödietta für Orchester, 1926
- Peca für Flöte und Klavier, 1940
- United Nations, Marsch für Blasorchester, 1942
- The Wonderfull One-Hoss-Shay für Orchester, 1946

### Elektronische Musik
- Notturmo brasiliero, 1959
- Meditation, 1960
- Rhinozeros, 1960
- Triptych, 1960
- The Astronauts: an Epic in Electronics, 1961
- French Folksongs für Sologesang und Elektronik, 1962
- 3 Pieces of Gordon Brown's Transparencies in Motion, 1963
- 3 Pieces for Dance Group, 1963
- Ilian I und II, 1966
- Ilian IV, 1974

### Schriften
- Mechanische Musik und das Problem der Oper, in: Musikblätter des Anbruchs, viii/1926, S. 356–9.
- Die bewegte Opernbühne, in: Musikblätter des Anbruchs, ix/1927, S. 2–6.
- Über die Situation der Oper, in: Blätter der Staatsoper, x/1930, S. 7–9.